# Asagena medialis
Asagena medialis là một loài nhện trong họ Theridiidae.
Loài này thuộc chi Asagena. Asagena medialis được Richard C. Banks miêu tả năm 1898.